# 尼古拉·奥加尔科夫
尼古拉·瓦西里耶维奇·奥加尔科夫（俄语：Николай Васильевич Огарков，1917年10月30日—1994年1月23日），苏联军事领导人，1977年晋升苏联元帅。曾任苏军总参谋长兼苏联国防部第一副部长。

## 生平
1917年生于特維爾省莫洛科沃村（现属特维尔州馬洛科夫斯基區）。14岁开始在集体农场参加工作。1938年参加苏联红军，1941年毕业于古比雪夫军事工程学院。
1941年6月苏德战争爆发后，在西部方面军作战，任步兵第17师第1团工程兵主任。1941年9月，任卡累利阿方面军工程部高级工程师。1942年2月，任步兵第289师某团总工程师。同年6月，任海军步兵第61旅工程兵主任。同年12月，任第32集团军工程兵副参谋长。1943年8月，任卡累利阿方面军工程兵作战处处长助理。1944年5月，任步兵第122师工程兵主任，11月随军转隶乌克兰第二、第三方面军，参加卡累利阿、維堡-彼得羅扎沃茨克、佩察莫-希爾克內斯、布達佩斯、維也納等战役战斗。1945年春，在匈牙利的一次战斗中受重伤。1945年加入联共（布）。
1945年10月至1946年1月，任喀尔巴阡军区第27军工程兵参谋长助理。1947年毕业于古比雪夫军事工程学院军事作战与工程系。历任滨海军区工程兵副主任、主任。1949年1月调至远东军区总司令部，历任作战处处长、副参谋长。1957年晋升少将，1959年毕业于总参谋部军事学院，任驻德集群近卫摩托化步兵第20师师长。1961年12月，任白俄罗斯军区参谋长兼副司令。1965年12月，任伏尔加河沿岸军区司令。
1968年4月，任苏联武装力量总参谋部第一副总参谋长。1974年3月至1977年1月，任苏联国防部副部长兼国家技术委员会主席。奥加尔科夫深得国防部长乌斯季诺夫的赏识和重用，1977年1月被提拔为苏联国防部第一副部长兼苏军总参谋部总参谋长。1977年1月14日，晋升苏联元帅。1979年，他反对出兵阿富汗，为此与乌斯季诺夫进行了激烈辩论。1983年9月和12月，奥加尔科夫先后就海馬島大韓航空007號班機空難和苏美核谈问题举行记者招待会，以苏军最高发言人身份阐述苏联的政策和立场。奥加尔科夫不断上升的地位使他同老上司乌斯季诺夫及其他高官间的矛盾加深，从而失去了庇护伞。他在契尔年科就任总书记后的1984年9月被解职，调任西部战区总司令。
1988年8月至1992年1月，任国防部总监察组总监。1990年至1991年8月，任全苏退伍军人、劳工、武装部队和执法机构公共理事会主席。1992年1月，任俄罗斯联邦国防部顾问、独立国家联合体联合武装力量总参谋长顾问。
奥加尔科夫是苏共中央候补委员（1966年－1971年）、中央委员（1971年－1991年），第七至十一届最高苏维埃民族院代表（1966年－1989年）。
获苏联英雄1次，列宁勋章2枚，十月革命勋章、红旗勋章、一级苏沃洛夫勋章各1枚，一级卫国战争勋章2枚，二级卫国战争勋章1枚，红星勋章2枚，三级在苏联武装力量中为祖国服务勋章1枚，奖章多枚。
1994年1月23日在莫斯科逝世，葬于新圣女公墓。

## 影响
在军队建设方面，奥加尔科夫在较早就意识到军事领域的时代变化。他在1979年指出：“以电子计算机为核心的信息技术正在迅速发展，精确制导武器将会大量涌现，从而推动新的军事革命”。他积极开展武器装备的更新改造和新型作战部队的试验，1981年被授予列宁奖。然而这些尝试与苏军当时僵化的体制编制对立，未能得到苏联高层的支持。与此同时，在冷战中与苏联对立的美国却从中深受影响，大力推进以信息技术为核心的新军事革命。
奥加尔科夫还提议在军区的基础上组建各军种联合战略集群，并赋予集群司令部在其战区的高度独立性。他首先在远东推行组建战略方向总司令部，实现对陆军方面军、空军集团军、国土防空军部队和海军舰队的联合指挥。由于种种原因，一直到苏联解体，战略方向总司令部也未能完全建立。

## 军衔
- 上校（1950年9月4日）
- 少将（1957年7月11日）
- 中将（1963年2月22日）
- 上将（1967年10月25日）
- 大将（1973年10月5日）
- 苏联元帅（1977年1月14日）